# Kate Jagoe-Davies
Kate Jagoe-Davies (1954–2009) là một nhà hoạt động người Nam Phi chống lại Apartheid và cho người khuyết tật. Davies cũng là một nữ nghệ sĩ.

## Tuổi thơ và giáo dục ban đầu
Davies sinh năm 1954 tại Thung lũng Letsiteli, Đông London. Năm 15 tuổi, cô bị gãy cổ khi bơi ở biển và bị liệt từ vai trở xuống.
Cô đã học tại Đại học Rhodes sau khi thuyết phục chính quyền rằng cô sẽ có thể đi vòng quanh khuôn viên bằng xe lăn và sau đó cũng có thể dạy từ xe lăn. Cô có bằng Cử nhân Mỹ thuật năm 1979 và bằng Cử nhân Giáo dục năm 1981  hoặc Cử nhân Giáo dục : các nguồn nói khác nhau.

## Công việc
Đầu những năm 1980, Jagoe-Davies đã thiết lập một dịch vụ ghi âm, nơi các tình nguyện viên đọc những cuốn sách bị cấm trên băng âm thanh để cung cấp cho những người mù.
Năm 1986, cô được mời thành lập một đơn vị khuyết tật tại Đại học Cape Town, từ đó cô nghỉ hưu năm 1996 vì sức khỏe yếu. Năm 2005, Hiệp hội dịch vụ người khuyết tật giáo dục đại học (HEDSA) được thành lập, để tập hợp 23 dịch vụ hỗ trợ sinh viên khuyết tật trong giáo dục đại học Nam Phi. Một diễn giả nói: "Sẽ không quá phô trương khi tuyên bố rằng sự tồn tại của HEDSA đã xảy ra bởi vì, vào một ngày định mệnh, cô Kate trẻ tuổi háo hức lao từ một tảng đá vào mặt nước không đủ sâu và bị gãy cổ".